# San Andreas
San Andreas er en amerikansk katastrofefilm fra 2015, der er instrueret af Brad Peyton og skrevet af Carlton Cuse. I filmen medvirker bl.a. Dwayne Johnson, Carla Gugino, Alexandra Daddario, Ioan Gruffudd, Kylie Minogue og Paul Giamatti. Filmen bygger på fiktion og tager udgangspunkt i et jordskælv forårsaget af San Andreas-forkastningen, som i bogstaveligste forstand ryster storbyerne Los Angeles og San Francisco.